# Jorge Jukich
Jorge Eduardo Jukich Curbelo (ur. 6 stycznia 1943 w Montevideo) – urugwajski kolarz torowy i szosowy, dwukrotny olimpijczyk, dwukrotny medalista mistrzostw Urugwaju (brąz w 1969 i srebro w 1972).

## Wyniki olimpijskie
| Igrzyska       | Konkurencja                 | Czas       | Wynik |
| -------------- | --------------------------- | ---------- | ----- |
| Meksyk 1968    | Wyścig drużynowy na czas    | 2-25:47.20 | 24.   |
| Monachium 1972 | Wyścig drużynowy na czas    | 2-21:57.7  | 27.   |
| Monachium 1972 | Szosowy wyścig indywidualny | DNF        | DNF   |